# 1 001 Pattes (jeu vidéo)
Pour le film, voir 1 001 Pattes.
1 001 Pattes (anglais : A Bug's Life) est un jeu vidéo de plates-formes développé Traveller's Tales, sorti à partir de 1998 sur Windows, Nintendo 64, PlayStation, Sega Pico et Game Boy Color.
Le jeu est adapté du film d'animation du même nom des studios Pixar. Il existe par ailleurs un logiciel ludo-éducatif appelé 1 001 Pattes : Atelier de jeux sorti en 2002 sur PlayStation.

## Système de jeu
Le personnage principal du jeu est une fourmi appelée Flik (Tilt dans la version française). Le joueur contrôle Flik tout au long du jeu et doit lui faire accomplir des tâches diverses durant 15 niveaux différents. Certains niveaux réclament de collecter des items ou de remplir certains objectifs avant de les achever. Mais, pour d'autres, il suffit de traverser l'aire de jeu. Il existe encore d'autres niveaux où il faut juste battre un boss tel qu'un oiseau ou Hopper. Enfin, le jeu possède un niveau d'entraînement qui sert de didacticiel, dans lequel monsieur Sol apprend à Flik les concepts du jeu.
Flik commence chaque niveau en un point de départ prédéterminé d'où il peut commencer à accomplir ses objectifs. La fin du niveau est indiquée par une feuille, que l'on peut observer de loin à l'aide d'une longue-vue.

## Distribution
- Thierry Wermuth : Tilt
- Bernard Alane : Fil
- Jean-Loup Horwitz : Heimlich
- Patrick Poivey : Marcel
- Henri Courseaux : M. Sol
- Éric Métayer : Chichi

## 1 001 Pattes: Atelier de jeux
1 001 Pattes : Atelier de jeux (A Bug's Life: Activity Centre) est un jeu vidéo ludo-éducatif sorti en 1999 sur PlayStation. Le jeu a été développé par Disney Interactive et édité par Sony Computer Entertainment.